# Museo de la Ciudad de Cuernavaca

El Museo de la Ciudad de Cuernavaca es un pequeño museo en el cual durante todo el año hay exposiciones temporales con duración de un mes, de diversos autores conocidos y está ubicado en Av. Morelos 165, Centro Histórico, Cuernavaca, Morelos. Además de sus exposiciones temporales, museo cuenta con colecciones de pintura, fotografía y escultura, entre otras piezas de gran valor artístico y se encuentra al lado de la Iglesia del Calvario.

## Historia
Desde sus orígenes en el siglo XVI, el inmueble tuvo presencia en la vida religiosa, social y cultural de la Ciudad; por lo que ahora es un punto referencial para adentrarse en la historia natural y social de la misma. Exhibe una retrospectiva de la vida del general Emiliano Zapata Salazar y en la planta baja del museo se presentan exposiciones temporales.
Por falta de recursos económicos, las instalaciones del Museo de la Ciudad de Cuernavaca (MuCiC) se prestan para obras de teatro y shows de humoristas, a lo que a esta situación, la directora Patricia Jiménez Pons solicitó al Consejo Nacional para la Cultura y las Artes (CNCA) que le autorice ingresos para arreglar el recinto, pues reconoció que les falta conseguir el acervo cultural de Cuernavaca, para que funcione como un verdadero museo.
El Ayuntamiento de Cuernavaca, a través del programa federal PAISE fortalecerá en el 2016 con equipamiento el museo de la ciudad a fin de que lleguen la mayor cantidad de espectáculos en esta materia a la capital morelense y se pueda dar en un futuro con esos ingresos un mayor mantenimiento al museo y así acondicionarlo como tal.

## Inmueble
El museo se localiza en un edificio colonial de planta cuadrangular de dos niveles cuya construcción es de techos de tejas a dos aguas, también cuenta con seis salas de exposiciones temporales y seis salas de exposiciones permanentes; un gran patio central y elevador.